# Chōka
Chōka (japanisch 長歌, auch Nagauta japanisch 長唄, dt. „Langgedicht“) ist eine Gedichtform (Waka), die aus mehr als fünf Versen besteht, zu Beginn einen noch unregelmäßigen, ab der Zeit des Man’yōshū dann aber einen regelmäßigen Wechsel von fünf und sieben Moren je Verszeile besaß. Dem Chōka, das im 8. und 9. Jahrhundert seine Blüte erlebte und das nach der Heian-Zeit außer Gebrauch geriet, folgten üblicherweise ein oder mehrere Hanka (反歌). Das Chōka kann als Sonderform des Tanka aufgefasst werden.
Die ersten Chōka finden sich im Kojiki und im Nihongi. Die Basisform besteht aus der dreimaligen Wiederholung zweier Verszeilen zu fünf und sieben Moren, die von einer siebenmorigen Zeile abgeschlossen wird. Das Metrum besaß damit die folgende Form: 5 - 7 - 5 - 7 - … - 5 - 7 - 7.